# ГЕС Кортес ІІ
ГЕС Кортес II (ісп. barrage et centrale Cortès de Pallas) — гідроелектростанція на сході Іспанії. Розташована між ГЕС Кофрентес (вище по течії) та ГЕС Мілларес входить до каскаду на річці Хукар, яка впадає у Валенсійську затоку Середземного моря.
У 1920 році звели греблю Cortes-de-Pallas, яка забезпечувала роботу станції потужністю 30 МВт із річним виробітком на рівні 190 млн кВт·год електроенергії. У другій половині 20-го століття найпотужніші ГЕС хукарського каскаду, і в їх числі Кортес, перебудували та підсилили. Введена в експлуатацію у 1988 році станція Кортес II використовує нову греблю. Ця арково-гравітаційна споруда висотою 116 метрів та довжиною 312 метрів, на спорудження якої пішло 682 тис. м3 матеріалу, утримує водосховище площею поверхні 6,8 км2 та об'ємом 118 млн м3.
При греблі працює гідроелектростанція, обладнана двома турбінами типу Френсіс потужністю по 140 МВт. При напорі у 96 метрів вони забезпечують виробництво 323 млн кВт·год електроенергії на рік.
Зв'язок з енергосистемою відбувається по ЛЕП, що працює під напругою 400 кВ.
Можливо також відзначити, що водосховище Кортес використовується як нижній резервуар гідроакумулюючими станціями Ла-Муела-Кортес та Ла-Муела ІІ.